# Ratzenberg (Gemeinde Bergland)
Ratzenberg ist ein Ort und eine Katastralgemeinde in der Gemeinde Bergland, Niederösterreich.
Die Rotte Ratzenberg liegt etwa einen Kilometer nördlich der Wiener Straße (B1) an der Einmündung der Landesstraße L6011 in die L6010. In der Katastralgemeinde befinden sich auch Mitterndorf, der Weiler Henning, die Rotten Kolm, Obereichen und Untereichen sowie einige Einzellagen.

## Geschichte
Im Franziszeischen Kataster von 1822 ist das Dorf mit einigen Gehöften verzeichnet. Laut Adressbuch von Österreich waren im Jahr 1938 in der Ortsgemeinde Ratzenberg ein Gastwirt und ein Landwirt mit Direktvertrieb ansässig.